# San Bernardo alle Terme
San Bernardo alle Terme ou Igreja de São Bernardo nas Termas Dioclecianas é uma igreja abacial em Roma, Itália, dedicada a São Bernardo. 

## História
A igreja foi construída em 1598 e foi inicialmente dada a um grupo cisterciense francês, os feuillants por causa de um pedido de Caterina Sforza di Santafiora. Em seguida, depois da dissolução dos feuillants durante a Revolução Francesa, o edifício e o mosteiro anexo foram cedidos à Congregação de São Bernardo de Claraval.
O pintor alemão Johann Friedrich Overbeck, fundador do movimento artístico nazareno, está enterrado ali. O cardeal-presbítero protetor do título de São Bernardo nas Termas Dioclecianas é George Mar Alencherry.

## Arte e arquitetura
A estrutura de San Bernardo alle Terme é similar à do Panteão, principalmente por causa de seu formato cilíndrico e sua cúpula encimada por um oculus. O edifício tem um diâmetro de 22 metros. A decoração da cúpula, de caixotões octogonais, lembra a da Basílica de Maxêncio. O interior está decorado com oito estátuas de santos, cada uma colocada num nicho na parede, obra de Camillo Mariani (c. 1600), bons exemplos do estilo maneirista. A "Capela de São Francisco" é uma adição à antiga rotunda e abriga uma escultura de São Francisco de Giacomo Antonio Fancelli. A construção da igreja reaproveitou os restos de uma das duas torres circulares que marcavam um dos cantos da fachada sudoeste da muralha que cercava os Termas de Diocleciano. A outra é hoje parte de um hotel e está a 225 metros a sudeste de San Bernardo alle Terme. Entre estas duas estruturas, que também eram parte da muralha, estava um grande recesso semicircular, parecido com uma êxedra, que provavelmente servia como um esferistério. Atualmente, a enorme dimensão deste recesso e da própria muralha só pode ser inferido pelo formato da moderna Piazza della Repubblica, que segue o formato original da antiga muralha.

## Galeria

Imagens da igreja
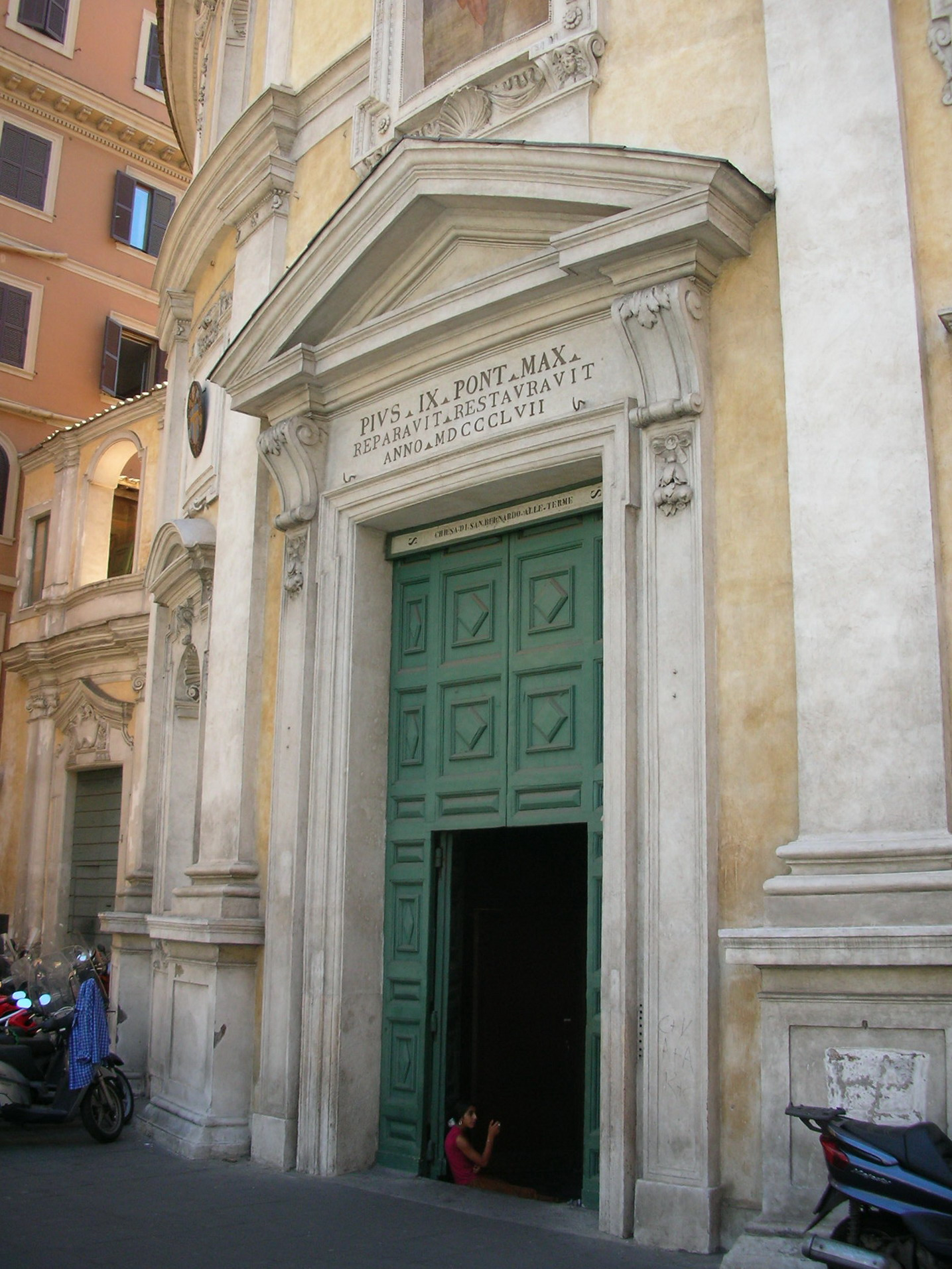
Portal principal
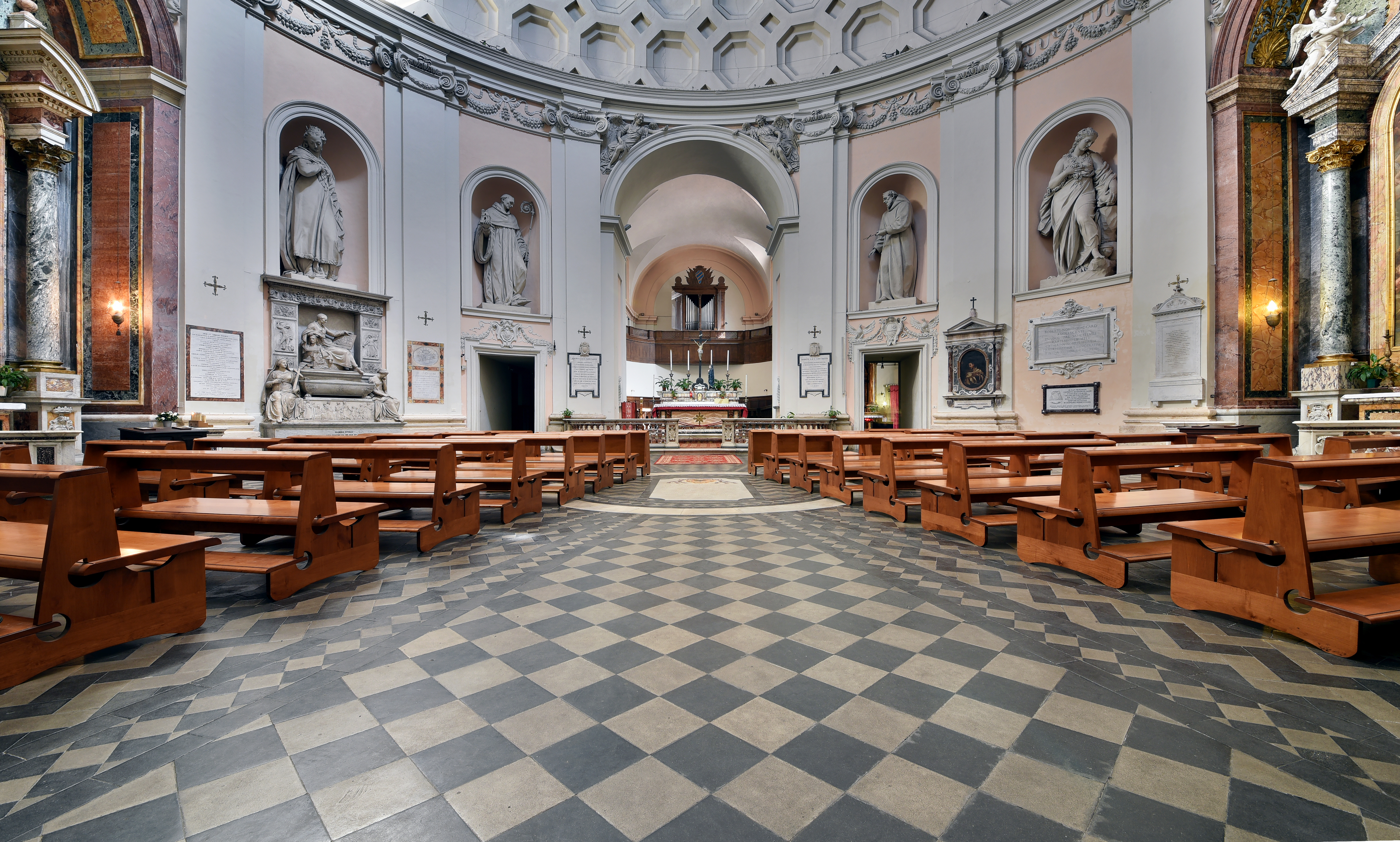
Vista do interior
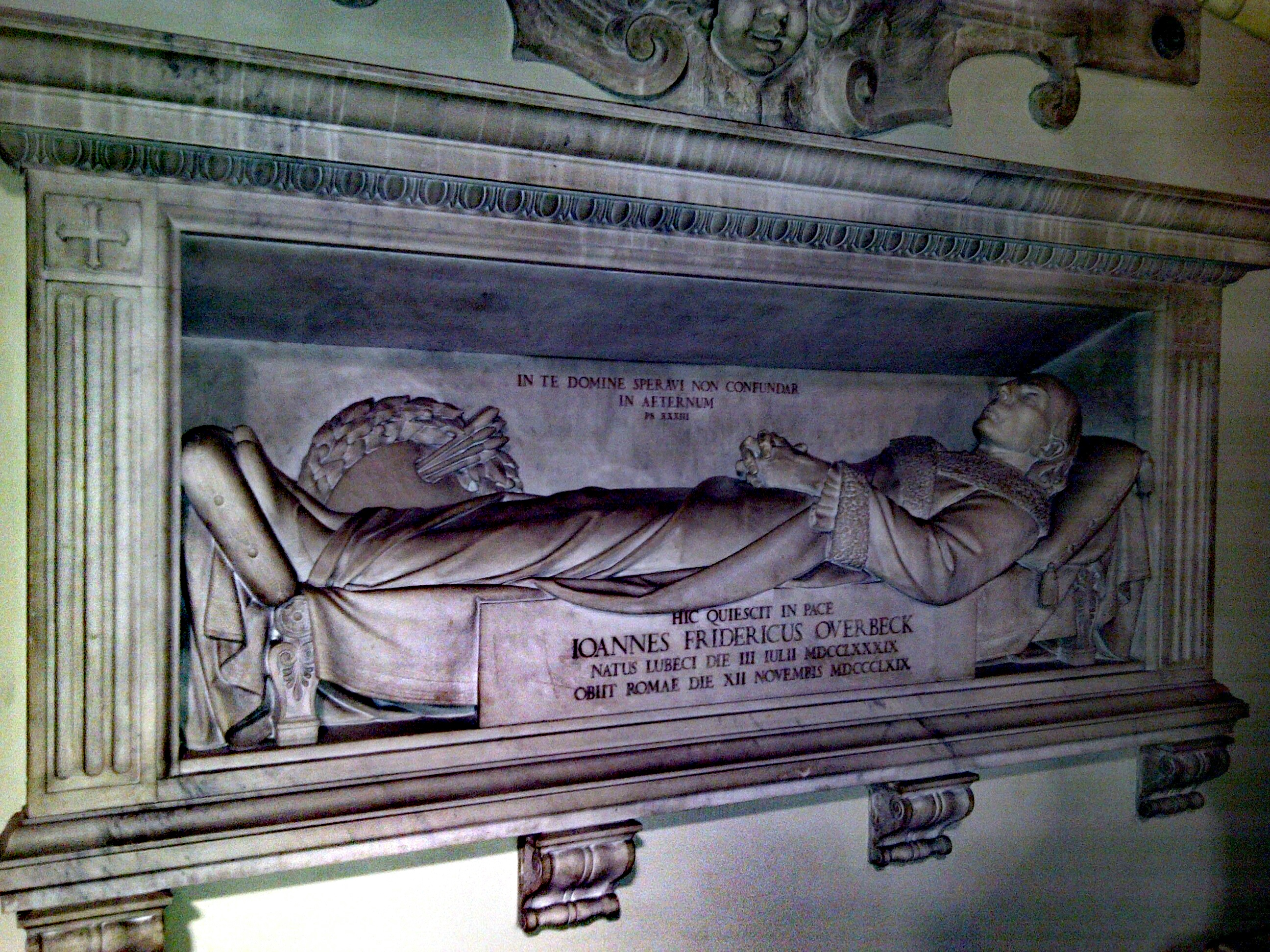
Túmulo de Friedrich Overbeck
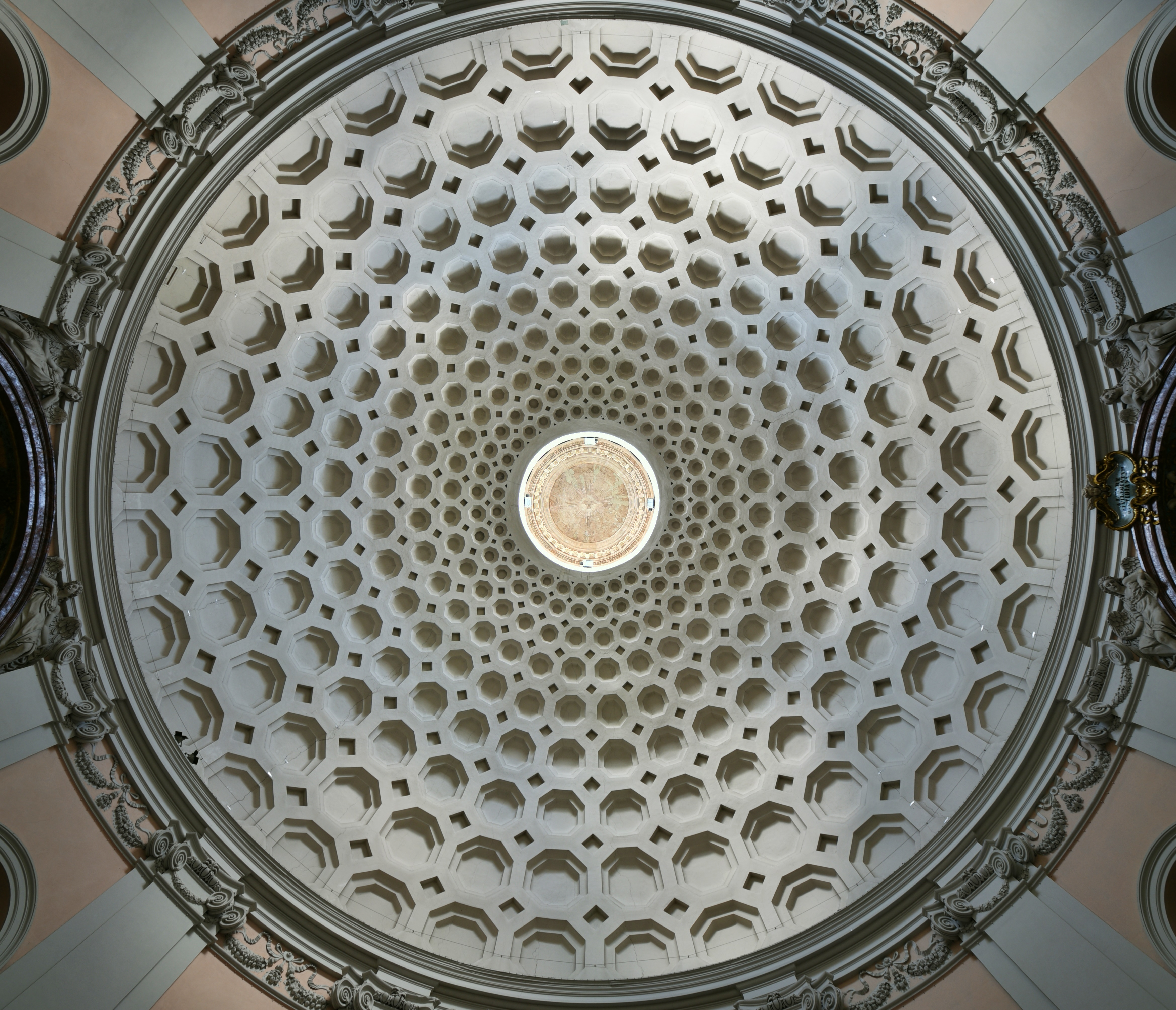
Cúpula com seus caixotões octogonais